# Gråkindad novis
Gråkindad novis (Nonnula frontalis) är en fågel i familjen jakamar- och trögfåglar inom ordningen hackspettartade fåglar.

## Utseende
Gråkindad novis är en rätt knubbig fågel med stor och något nedåtböjd näbb. Fjäderdräkten är brunaktig, med varmare rostrött på hjässan, grå kind och gulbrun strupe. Runt ögat syns en skäraktig ögonring. Könen är lika.

## Utbredning och systematik
Gråkindad novis delas in i tre underarter:
- Nonnula frontalis stulta – förekommer från centrala Panama till nordvästligaste Colombia
- Nonnula frontalis pallescens – förekommer i karibiska lågländer i norra Colombia
- Nonnula frontalis frontalis – förekommer i inre norra Colombia

## Levnadssätt
Gråkindad novis är en sällsynt och tillbakadragen fågel i skogar och skogslandskap, vanligen med tät undervegetation. Där ses den enstaka eller i par, sittande stilla på låg till medelhög höjd.

## Status och hot
Arten har ett stort utbredningsområde, men tros minska i antal, dock inte tillräckligt kraftigt för att den ska betraktas som hotad. Internationella naturvårdsunionen IUCN listar arten som livskraftig (LC). Beståndet uppskattas till mellan 20 000 och 50 000 vuxna individer.